# Colpophyllia natans
Colpophyllia natans är en korallart som först beskrevs av Houttuyn 1772.  Colpophyllia natans ingår i släktet Colpophyllia och familjen Faviidae. IUCN kategoriserar arten globalt som livskraftig. Inga underarter finns listade i Catalogue of Life.

## Bildgalleri

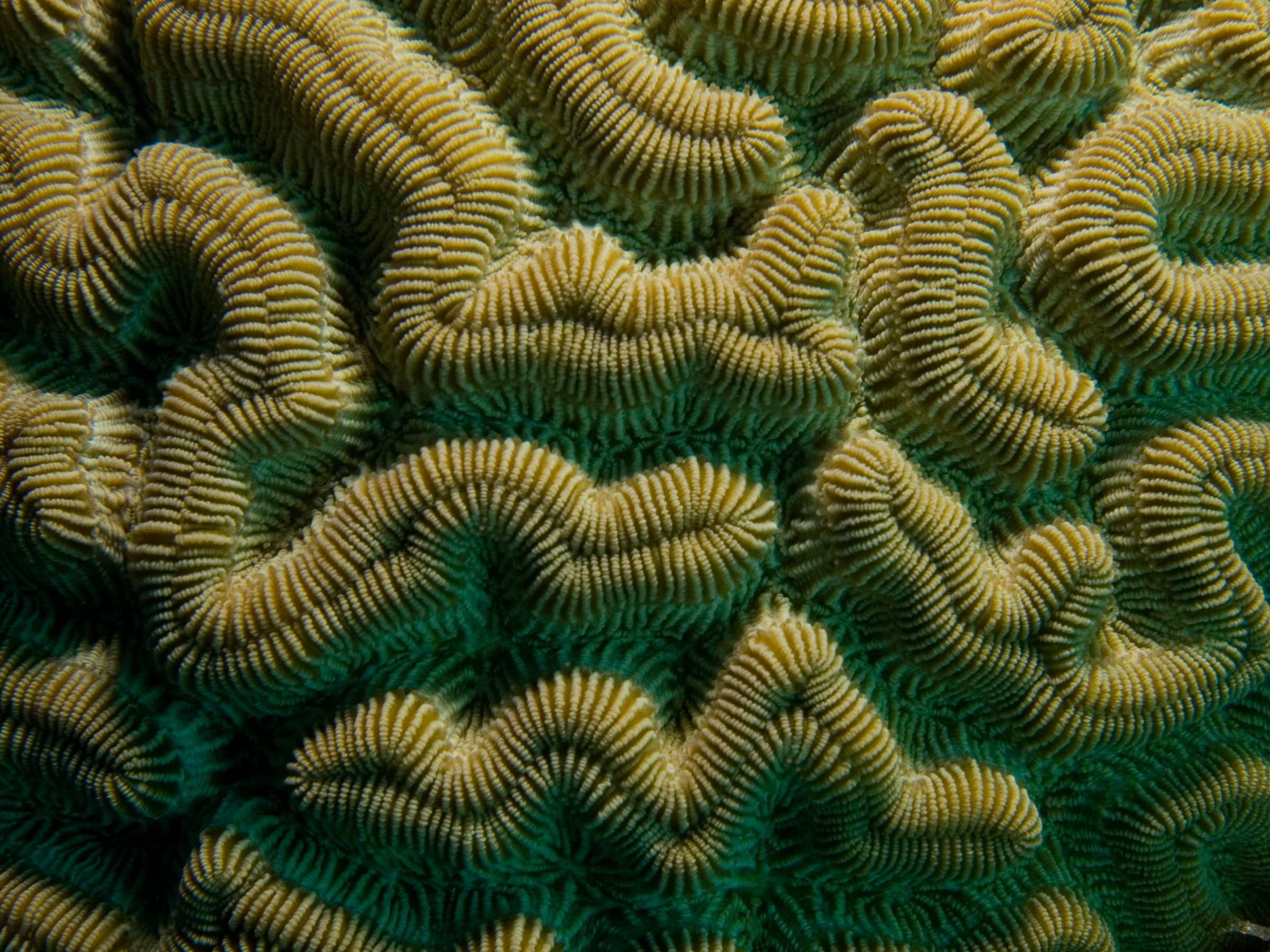
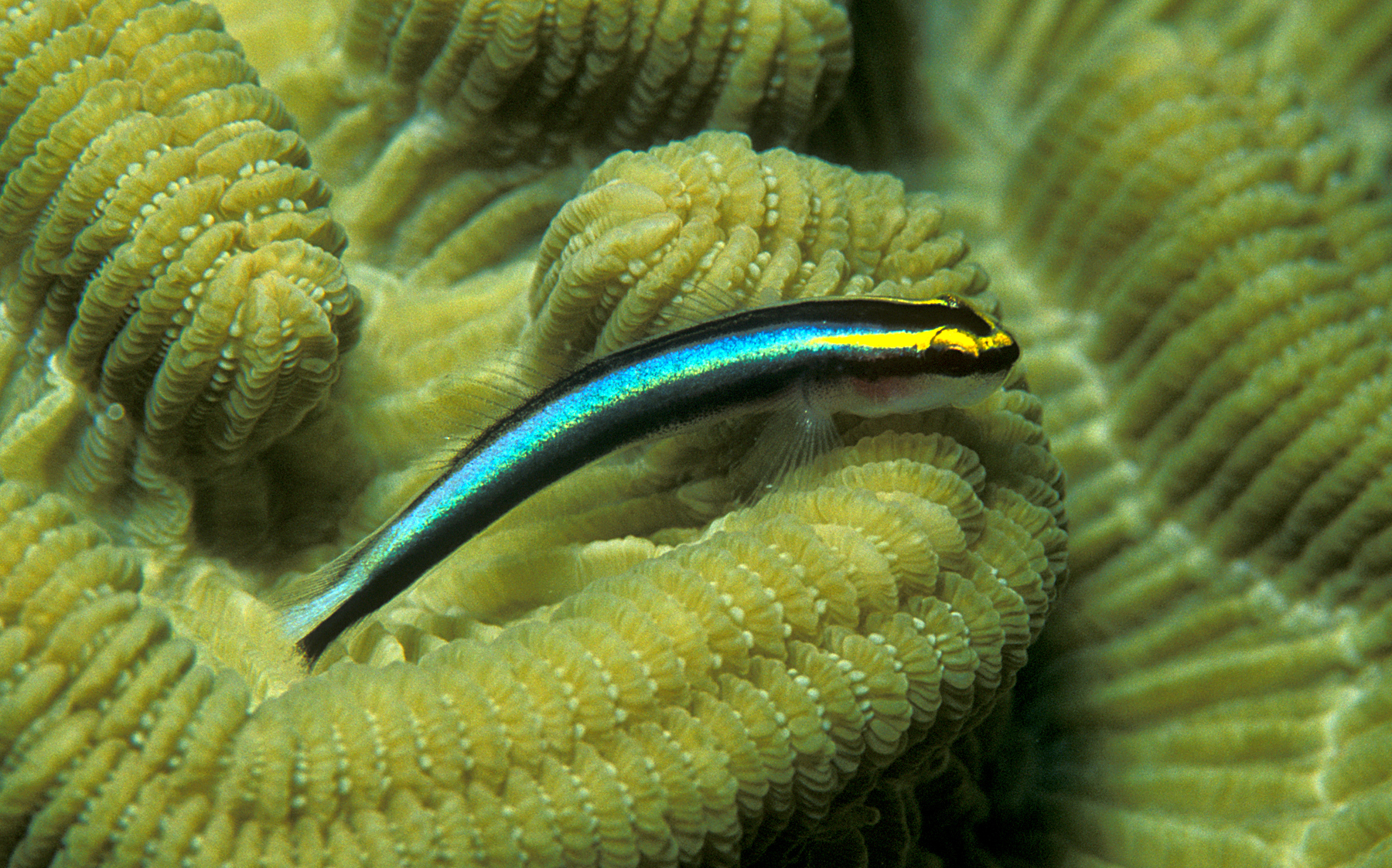